# William R. Day
William Rufus Day (ur. 17 kwietnia 1849 w Ravennie, w stanie Ohio., zm. 9 lipca 1923 w Mackinac Island) – amerykański dyplomata i prawnik, przez dziewiętnaście lat był sędzią Sądu Najwyższego Stanów Zjednoczonych.
W 1870 roku ukończył University of Michigan, a następnie spędził kilka lat na wydziale prawa. Osiadł w Canton w stanie Ohio w 1872 roku, gdzie rozpoczął pracować w zawodzie prawniczym. Przez 25 lat pracował jako prawnik w korporacjach. Związał się także z Partią Republikańską. W czasie lat pracy stał się dobrym przyjacielem Williama McKinleya. Został jego prawnym i politycznym doradcą podczas kampanii McKinleya na gubernatora Ohio. Po zwycięstwie jego kandydata został zastępcą podsekretarza stanu.
Pięć miesięcy później opuścił stanowisko by negocjować pokój z Hiszpanią. Po wojnie amerykańsko-hiszpańskiej Day stał na stanowisku, że kolonie hiszpańskie poza Kubą powinny być zwrócone Hiszpanii. W przeciwieństwie do decyzji McKinleya, Stany Zjednoczone powinny jego zdaniem przejąć kontrolę nad Filipinami, Portoryko i Guam od Hiszpanii. Day prowadził pokojowe negocjacje z Hiszpanią na warunkach McKinleya. Jego wysiłki doprowadziły do podpisania traktatu paryskiego. Po powrocie z Europy, McKinley powołał go na stanowisko sędziego sądu federalnego.
Day objął stanowisko kierownika Departamentu Stanu. Prezydent McKinley został zamordowany we wrześniu 1901. Jego następca wiceprezydent Theodore Roosevelt w styczniu 1903 roku nominował Daya sędzią Sądu Najwyższego Stanów Zjednoczonych. Senat potwierdził nominację i Day objął swoje nowe stanowisko 2 marca 1903.